# Габаев, Александр Георгиевич
Александр Георгиевич Габаев (1875—1936) — русский военный деятель, генерал-майор (1917). Герой Первой мировой войны.

## Биография
В 1892 году получил образование в Тифлисском кадетском корпусе и вступил в службу. В 1894 году после окончания Константиновского военного училища произведён в подпоручики и выпущен в Шемахинский 205-й пехотный полк. В 1897 году произведён  в  поручики, в 1901 году в штабс-капитаны. С 1902 года после окончания Николаевской академии Генерального штаба по I разряду, капитан, ротный командир.
С 1904 года участник Русско-японской войны, подполковник, старший адъютант штаба 3-й пехотной дивизии. С 1906 года подполковник, старший адъютант штаба Иркутского военного округа. С 1910 года полковник, начальник штаба 4-й Сибирской стрелковой дивизии. С 1913 года начальник штаба Закаспийской казачьей бригады. 
С 1914 года участник Первой мировой войны, начальник штаба 2-й Кубанской казачьей дивизии и командир 159-го Гурийского пехотного полка. С 1915 года в резерве чинов при штабе Минского военного округа. 22 мая 1915 года «за храбрость» был награждён  Георгиевским оружием. С 1916 года заведующий этапно-транспортной частью, с 1917 года генерал-майор, и.д. начальника и начальник Этапно-хозяйственного отдела штаба 1-й армии. 
С 1918 года участник Белого движения на Восточном фронте. С 1919 года в РККА, помощник начальника снабжения, с 1920 года начальник административно-хозяйственного отдела 11-й армии. С 1921 года заведующий учебной части и штатный преподаватель  Бакинских командных курсов. С 1922 года главный руководитель и штатный преподаватель Грузинской объединённой военной школы. С 25 сентября 1922 года главный руководитель по тактике курсов комсостава Отдельной Кавказской армии. 

## Награды
- Орден Святой Анны 4-й степени «За храбрость» (1904)
- Орден Святой Анны 3-й степени с мечами и бантом (1905)
- Орден Святого Станислава 3-й степени с мечами и бантом (1906)
- Орден Святого Станислава 2-й степени  с мечами (1906)
- Орден Святой Анны 2-й степени (1909)
- Орден Святого Владимира 4-й степени (1913; Мечи и бант к ордену — ВП 25.06.1915)
- Орден Святого Владимира 3-й степени с мечами (ВП 19.11.1914)
- Георгиевское оружие (ВП 22.05.1915)
- Высочайшее благоволение (ВП 19.04.1916)